# Fiat 522
Fiat 522 är en personbil, tillverkad av den italienska biltillverkaren Fiat mellan 1931 och 1933.
522 var en vidareutveckling av företrädaren Fiat 521, med ett nytt chassi med tre olika hjulbaser. 522:an var den första Fiat som hade synkroniserad växellåda vilket var före sin tid.
Tillverkningen uppgick till 6 000 exemplar.